# Premier ministre et vice-Premier ministre d'Irlande du Nord
Pour les articles homonymes, voir Premier ministre d'Irlande du Nord.
Le Premier ministre et vice-Premier ministre (en anglais : First Minister and deputy First Minister) sont conjointement le chef de l'exécutif d'Irlande du Nord.
Ces deux postes ont été créés par l'accord du Vendredi saint, qui a mis un terme aux Troubles en 1998. En dépit du suffixe « vice- » accolé à l'une des deux, leurs fonctions sont rigoureusement identiques et réservées à un représentant unioniste et un représentant nationaliste.
Les titulaires actuelles de ces fonctions sont Michelle O'Neill en tant que Première ministre, et Emma Little-Pengelly en tant que vice-Première ministre, depuis le 3 février 2024.

## Fonctions et responsabilités
Le Premier ministre et le vice-Premier ministre ont des pouvoirs égaux et leurs décisions sont prises conjointement. Ils président et coordonnent le travail de l'Exécutif.
Chacun d'eux touche un traitement annuel de 111 183 livres qui comprend leur indemnité parlementaire.

## Désignation
Initialement, la désignation se faisait sur un ticket qui devait recueillir à la fois l'investiture de la majorité des députés à l'Assemblée d'Irlande du Nord et la majorité dans chacun des groupes unioniste et nationaliste. Le Premier ministre était issu du groupe le plus important et le vice-Premier ministre de l'autre groupe.
L'accord de Saint-Andrews a changé le mode de nomination. Désormais, le parti le plus important au sein de l'Assemblée désigne le Premier ministre et le parti le plus important parmi les partis du groupe opposé choisit le vice-Premier ministre.

## Titulaires

### Liste des Premiers ministres
| Nom                             | Nom | Nom              | Mandat           | Mandat            | Parti |
| ------------------------------- | --- | ---------------- | ---------------- | ----------------- | ----- |
|                                 |     | David Trimble    | 1er juillet 1998 | 11 février 2000   | UUP   |
| Institutions suspendues         |     |                  |                  |                   |       |
|                                 |     | David Trimble    | 30 mai 2000      | 30 juin 2001      | UUP   |
| Reg Empey assure l'intérim.     |     |                  |                  |                   |       |
|                                 |     | David Trimble    | 6 novembre 2001  | 14 octobre 2002   | UUP   |
| Institutions suspendues         |     |                  |                  |                   |       |
|                                 |     | Ian Paisley      | 8 mai 2007       | 5 juin 2008       | DUP   |
|                                 |     | Peter Robinson   | 5 juin 2008      | 11 janvier 2010   | DUP   |
| Arlene Foster assure l'intérim. |     |                  |                  |                   |       |
|                                 |     | Peter Robinson   | 5 février 2010   | 10 septembre 2015 | DUP   |
| Arlene Foster assure l'intérim. |     |                  |                  |                   |       |
|                                 |     | Peter Robinson   | 20 octobre 2015  | 11 janvier 2016   | DUP   |
|                                 |     | Arlene Foster    | 11 janvier 2016  | 9 janvier 2017    | DUP   |
| Institutions suspendues         |     |                  |                  |                   |       |
|                                 |     | Arlene Foster    | 11 janvier 2020  | 14 juin 2021      | DUP   |
|                                 |     | Paul Givan       | 17 juin 2021     | 4 février 2022    | DUP   |
| Institutions suspendues         |     |                  |                  |                   |       |
|                                 |     | Michelle O'Neill | 3 février 2024   | en fonction       | SF    |

### Liste des vice-Premiers ministres
| Nom                                | Nom | Nom                  | Mandat                       | Mandat                      | Parti |
| ---------------------------------- | --- | -------------------- | ---------------------------- | --------------------------- | ----- |
|                                    |     | Seamus Mallon        | 2 décembre 1999              | 11 février 2000             | SDLP  |
| Institutions suspendues            |     |                      |                              |                             |       |
|                                    |     | Seamus Mallon        | 30 mai 2000                  | 6 novembre 2001             | SDLP  |
|                                    |     | Mark Durkan          | 6 novembre 2001              | 14 octobre 2002             | SDLP  |
| Institutions suspendues            |     |                      |                              |                             |       |
|                                    |     | Martin McGuinness    | 8 mai 2007                   | 20 septembre 2011           | SF    |
| John O'Dowd (en) assure l'intérim. |     |                      |                              |                             |       |
|                                    |     | Martin McGuinness    | 31 octobre 2011              | 9 janvier 2017              | SF    |
| Institutions suspendues            |     |                      |                              |                             |       |
|                                    |     | Michelle O'Neill     | 11 janvier 2020 17 juin 2021 | 14 juin 2021 4 février 2022 | SF    |
| Institutions suspendues            |     |                      |                              |                             |       |
|                                    |     | Emma Little-Pengelly | 3 février 2024               | en fonction                 | DUP   |